# TOSBAC
TOSBAC（トスバック）は東芝が自社製コンピュータに使用していた商標。"TOshiba Scientific and Business Automatic Computer"から。

## 黎明期
東芝では1948年ごろからコンピュータの研究を開始していた。そのため東京大学でTACの開発計画が立ち上がったときに、ハードウェアの開発を任せる相手として選ばれた。しかし1954年に納入したTACは動作が安定せず、1956年に東芝はTAC開発から手を引いた。
その後社内での試作としてTOSBAC-Dが開発された。これも真空管を使用したシステムで、主に各種周辺機器を接続した実用性評価に使われたという。さらに1958年、ETL Mark IVの技術を導入せずに独自の回路方式でトランジスタ化したTOSBAC-STRが開発された。東芝が商用化したコンピュータは全て半導体を使用したもので、真空管やパラメトロンは採用しなかった。
また、東芝は早くからマイクロプログラム方式の重要性を認識し、1962年に京都大学との共同開発でマイクロプログラム方式の試作機KT-パイロットを開発した。これは水平型マイクロプログラム方式であり、後のTOSBAC-3400に利用されることとなる。

## メインフレーム
TOSBACの名が示す通り、東芝はメインフレーム級のシステムをビジネス用途と科学技術計算用途に分けてマーケティングしていた。また1964年、ゼネラル・エレクトリック(GE)社とコンピュータに関する技術提携契約を結んでおり、これを元に TOSBAC-5600 が開発された。

### ビジネス用途
1959年、最初のビジネス用途のコンピュータとしてTOSBAC-2100シリーズがリリースされた。紙テープを入出力とする2101とパンチカードを入出力とする2103がある。2101の1号機は神奈川県商工指導所に納入され、2103の1号機は日本電子工業振興協会に納入された。なお、TOSBAC-2100シリーズはプラグボードによるプログラム方式であり、厳密にはプログラム内蔵方式ではない。また、パンチカードシステム(PCS)を入出力機器として接続可能であり、既にPCSが導入されているところでの導入を意図していた。
1962年、科学技術計算用途のTOSBAC-3100の設計を流用したTOSBAC-4200がリリースされた。カナ文字を扱えるようなアーキテクチャを採用しているのが特徴である。1号機は西宮市役所に納入された。後継機のTOSBAC-4300(1964年)は浜松市役所などに納入されている。
1964年、TOSBAC-5400がリリースされた。これは通信プロセッサ(TOSBAC DN-30)を接続することで最大120回線を接続可能なネットワーク指向のコンピュータであった。気象庁は世界気象観測網(World Weather Watch)の一部となるADESS(気象資料自動編集中継装置)としてTOSBAC-5400を採用し、世界各地とネットワークを形成した(1969年稼動)。
TOSBAC-2100 (1959年)
磁気ドラムメモリ。ラインプリンタ出力。BCD6桁または10桁を1ワードとする。外部インターフェイスは10本の信号線による純粋な十進になっていた。アキュムレータは16桁。
TOSBAC-4100 (1959年)
2100をベースとして日本初の磁気テープ装置を備えた。
TOSBAC-4200 (1962年)
文字単位のアドレス。磁気コアメモリで最大40000文字。カナ文字を扱えるよう1文字7ビット化し、パリティとワードマークで1文字は全体として9ビットで構成される。BCD可変ワード長。
TOSBAC-5400 (1964年)
24ビットワード。アキュムレータはメモリ上の任意のアドレスを指定してそこを使用する、いわば間接アキュムレータ。
TOSBAC-5100 (1965年)
エンコード制御型マイクロプログラム方式(水平型と垂直型の中間)を採用。

### 科学技術計算用途

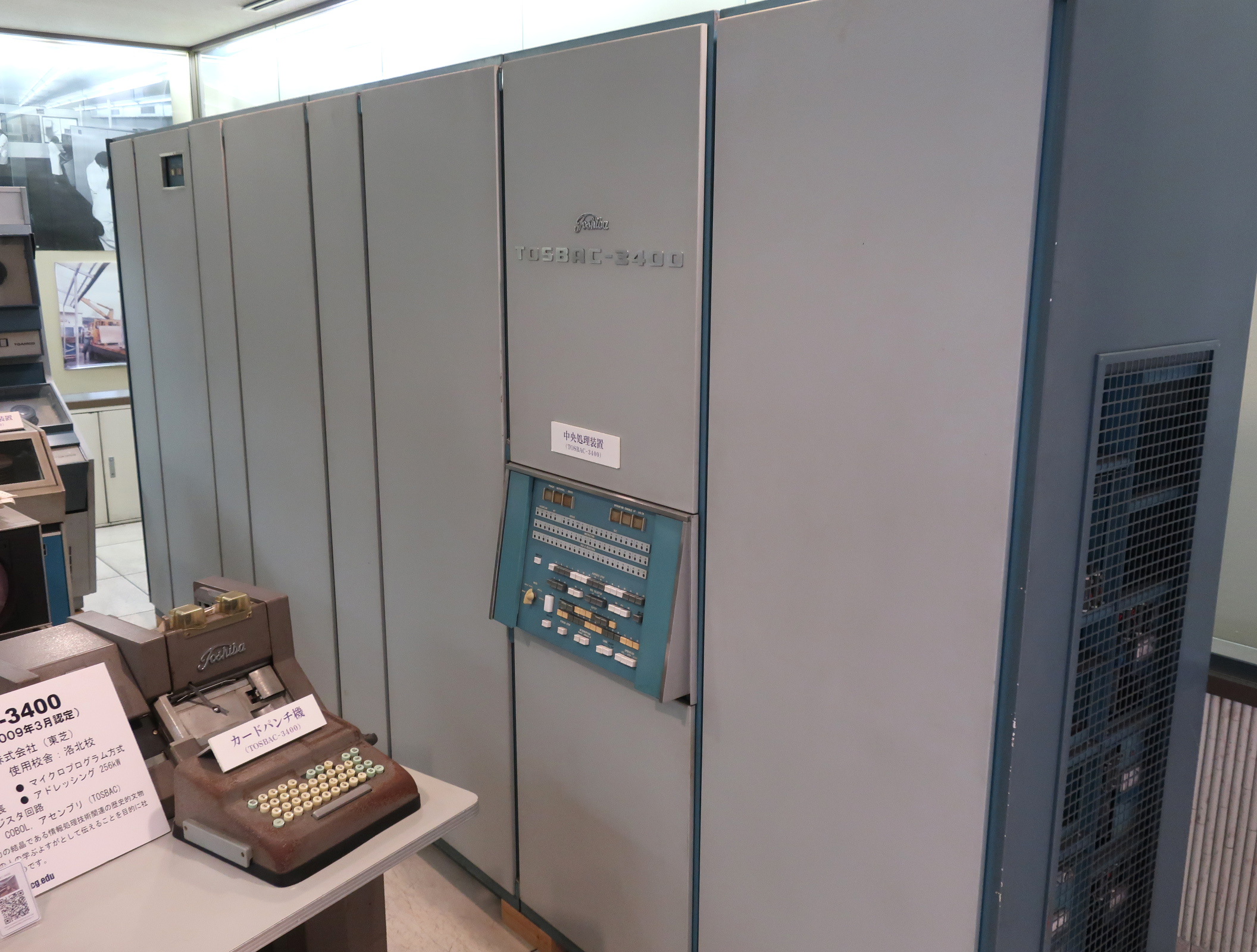
TOSBAC 3400

1961年、TOSBAC-3100がリリースされた。電通ではこれを使用して視聴率の計算を行った(週1回)。1964年、KT-パイロットで培われたマイクロプログラム方式を採用したTOSBAC-3400シリーズがリリースされた。豊富なアドレッシングモードを持ち(多重間接、多重インデックスなど)、セグメント方式でアドレス空間を拡張している。1965年、東京ガスに納入し、リアルタイム監視と各種技術計算に使用された。
TOSBAC-3100 (1961年)
メモリは磁気ドラムメモリで5000ワード。BCD12桁+符号桁の固定長ワード。1桁は5ビット(4ビットデータ＋1ビットパリティ)。固定/浮動小数点式。Bendix G-15 のような最適化を行うため、命令には次の命令のアドレスを指定するフィールドがある。インデックスレジスタ3本。次の命令のアドレスもインデックスレジスタで修飾できる。
TOSBAC-3400 (1964年)
2進24ビットワード。浮動小数点数は48ビット。セグメント方式でアクセス可能なメモリ空間は256Kワード(命令内のアドレス部は14ビットなので、本来のアドレス指定範囲は16Kワード)。

### TOSBAC-5600
1970年、GE-600シリーズの技術を導入したTOSBAC-5600シリーズが発表された。マルチプロセッサをサポートしている。しかしこのシリーズは38台しか売れず、東芝のメインフレーム事業は赤字が増大することとなった。その後、NECと共同でACOSを開発することとなり、東芝はACOS-6系の開発を担当した。これは基本的にTOSBAC-5600の設計を踏襲したものである。しかし、東芝のメインフレーム事業での損失は大きくなり、1978年にはNECとの合弁会社である日電東芝情報システム(NTIS)に事業を移管。NTISはNECの持株比率が大きかったため、実質この時点で東芝はメインフレーム事業から撤退した。

## オフィスコンピュータ

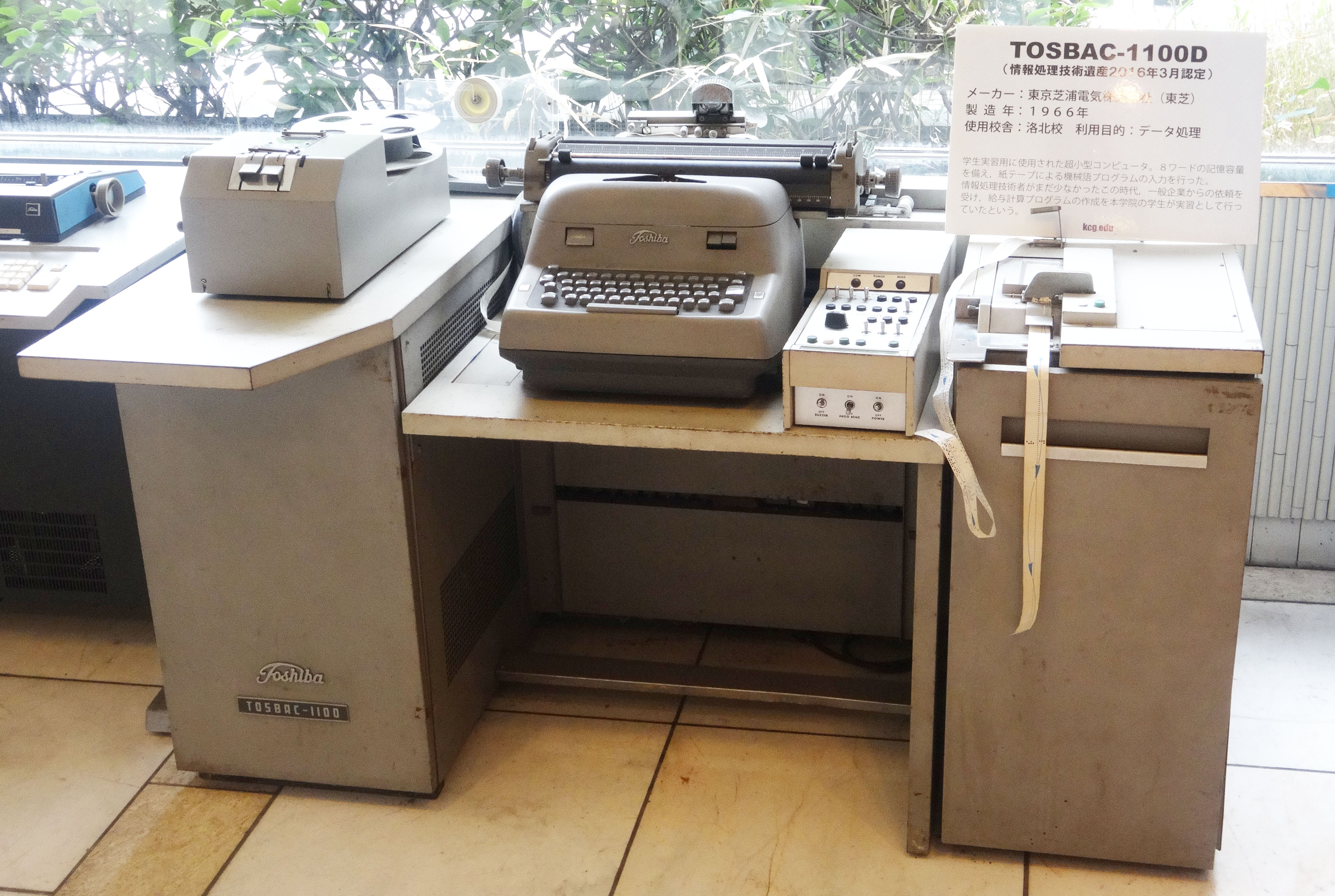
TOSBAC 1100D

TOSBAC-1100Dなど一部の機種は1958年より東芝の協力工場としてTOSBACを試作・生産していた日響電機工業が開発、OEMで供給していたが、1970年代後半に自社生産へ切り替えた。
TOSBAC-1100 (1963年)
伝票発行、紙テープへの記録など、端末機の先駆け。
TOSBAC システム15,35,55 (1972年)
CRT、KB、DISK、プリンタを組み込んだ一体型オフィスコンピュータ。漢字を全面的(印刷、表示、入力)に利用可能にした。
TOSBAC DP (1980年)
通信/分散プロセッサ
TOSBAC システム25,45,85 (1982年)
日本語処理能力が強化された。(詳細不明)
TOSBAC Q-800 (1984年)
32ビット。イメージスキャナ、光ディスクによる手書き文書処理

## ミニコンピュータ

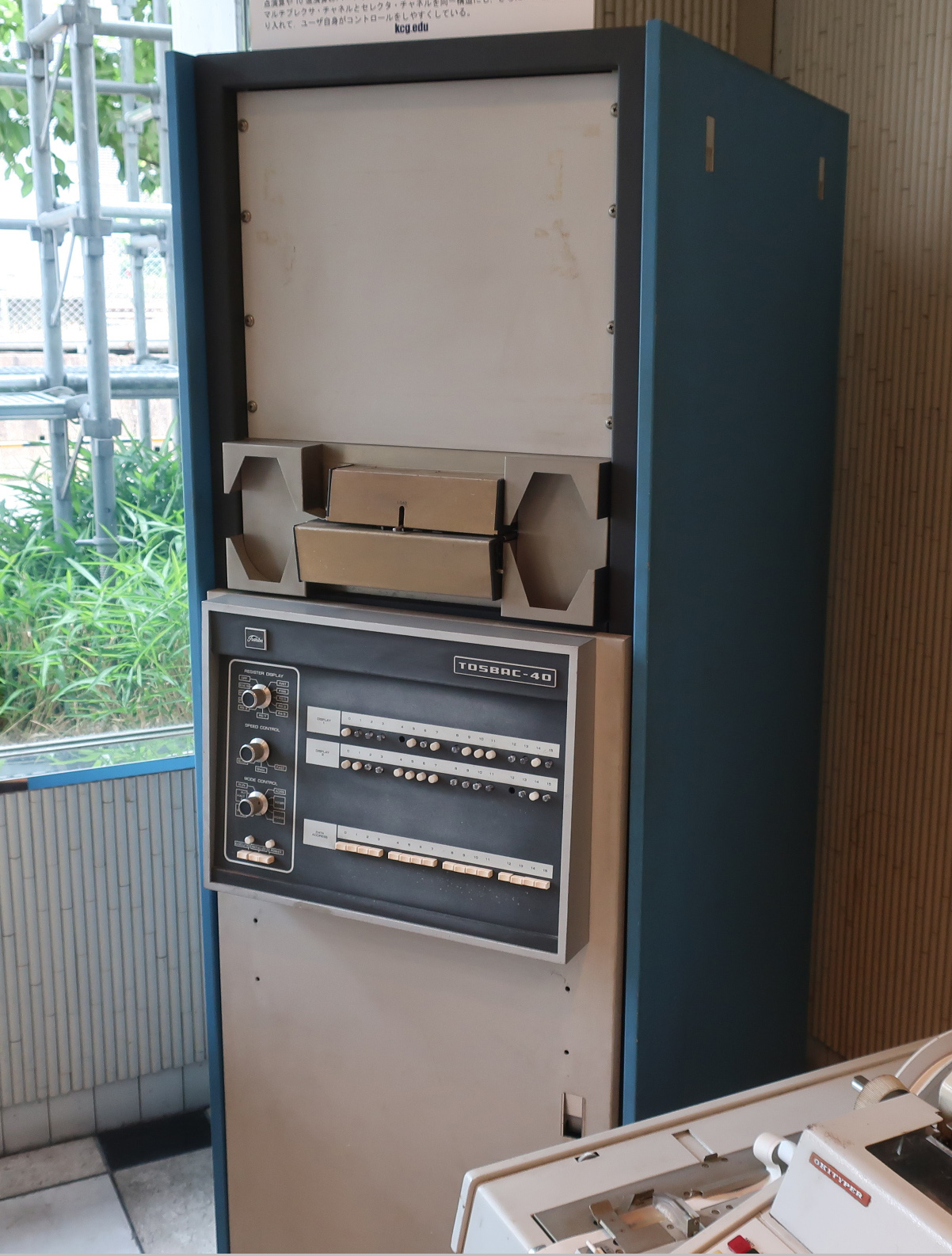
TOSBAC 40

ここでは、ミニコンピュータと呼ばれる以前の産業制御用のコンピュータも解説する。
1959年、TOSBAC-2100の設計を流用したTOSBAC-8000がリリースされた。これは関西電力黒部第四発電所に納入され、1975年まで使用された。1961年には初の本格的制御用コンピュータTOSBAC-3200がリリースされ、北海道電力などに納入された。1963年にリリースされたTOSBAC-3300では割り込み機能が強化されている。1964年にリリースしたTOSBAC-7000はオンラインリアルタイム制御に特化したシステムである。リロケータブルなプログラミングが可能で、複数のプログラムをメモリ上に常駐可能とし、各種機器の制御のためにビット操作命令を強化している。また、24時間動作を考慮してRAS(信頼性、可用性、保守性)を向上させる強化も行われた。
1970年、ミニコンピュータと呼べる最初のシステムTOSBAC-40がリリースされた。PDP-11を意識した16ビットシステムである。そのCPUは後にLSI化され、さらにはワンチップのマイクロプロセッサとなった(T-88000)。1978年、32ビット化したTOSBAC シリーズ7/70がリリースされ、同時にTOSBAC-40シリーズも TOSBAC シリーズ7/40,10などに改称した。
TOSBAC-8000 (1959年)
トランジスタ5000個使用。
TOSBAC-3200 (1961年)
(詳細不明)
TOSBAC-3300 (1963年)
2進直列式。磁気コアメモリ。24ビットワード。固定小数点式。割り込み機能が強化され、優先度設定と個別のマスクが可能となっている。
TOSBAC-7000 (1964年)
24ビットワード。PC相対番地によるプログラミングが可能。メモリを8Kワード単位のモジュール構成とし、故障が発生したときモジュール単位に切り離して縮退運転(再起動は必要)できる。故障したモジュールは動作中でも交換可能であった。エラー検出をきめ細かく行い、一時的な障害に対しては自動的にシステムが再開されるようにした。GE/PAC-4020相当で共に福島第一原子力発電所の各プラントに納入実績を持つ。
TOSBAC-40 (1970年)
16ビットワード。16本の汎用レジスタを持つ。マイクロプログラム方式(垂直型)。浮動小数点およびBCD演算用ハードも備える。
TOSBAC-10
8ビットワード。メモリー空間は14ビット（16キロバイト）。乗算・除算命令は存在しない。メモリへの書き込みと読み出し共に1μsec。16ビット幅の Program Status Word (PSW)を持ち、その PSW は１ビット幅のキャリー・ビット、１ビット幅のマスタ・インタラプト・イネーブル・ビット、14ビット幅のロケーション・カウンタからなる。ロケーション・カウンタは、実行する命令のアドレスを指し示す。ディスプレイ表示としては、32字x16行、ASCII 64種。
TOSBAC シリーズ7/70 (1978年)
TOSBAC-40のアーキテクチャを32ビットに拡張したものでアドレス空間、バスなど全て32ビット化している。メモリインターリーブ、キャッシュメモリ、命令プリフェッチなどの機能を導入。最大8プロセッサ。2レベルマイクロプログラム方式を採用し、マイクロコードは書き換え可能(Writable Control Store)。